# Expo 2000

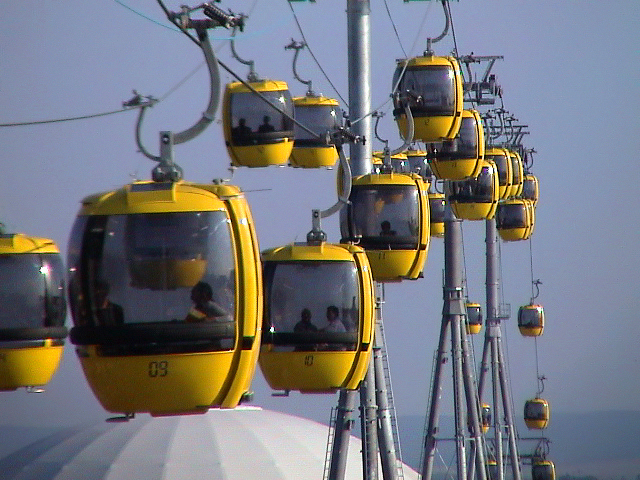
Gondolbana på mässområdet för Expo 2000

För singeln Expo 2000 av musikgruppen Kraftwerk se Expo 2000 (singel)
Världsutställningen Expo 2000 ägde rum 1 juni - 31 oktober 2000 i Hannover. Det var den tredje världsutställningen som arrangerades i Tyskland (Bureau International des Expositions). Plats för utställningen var Hannovers mässområde. Motto var "Mensch, Natur und Technik – Eine neue Welt entsteht" - "Människa, natur och teknik - en ny värld uppstår". 

## Sveriges deltagande
Den svenska paviljongens utställning hade temat "Kunskapens Broar". 
Paviljongarkitekt var Greger Dahlström och Utställningsarkitekt Leon Lewandowski
Ordförande i Nationalkommittén var Sören Gyll och ordförande i Arbetsgruppen Knut Leman. Generalkommissarie var Göran Löfdahl, Biträdande och tf generalkommissarie Hans Wärn, Informations- och programansvarig Ursula Åhlén, Administrativt ansvarig Birgitta Werle, Chefsvärdinna Tina Tropp, Teknisk Chef Dag Nylander, Scenprogramchef Uno Hendrixon, Restauratör Christer Jansson och Ackrediteringsansvarig Emelie von Bothmer.